# Панчо Досев
Панчо Досев (Досиев) е български революционер.

## Биография
Роден е в Хаджиоглу Пазарджик. Най-ранното му споменаване е свързано с 1862 г., когато той тръгва от Варна към Белград с група съмишленици, за да се включи в Първа българска легия на Георги Раковски. Пътуването му започва на 20 април, а на 23 април пристигат в Галац. В началото на май част от събралите се доброволци, сред които и Панчо Досев, отпътуват от Галац, а на 10 май пристигат в Белград, където се срещат с Раковски.
Досев участва и във Втора българска легия. За това свидетелства популярната снимка от 1867 – 1868 г. на която е и Васил Левски. След разпускането на легионерите Панчо Досев живее в Белград. В писмо на Левски до Панайот Хитов писано между февруари и средата на април 1868 г., Апостола на свободата споделя, че е болен и се лекува в къщата на Досев.  От 1870 г. до 1876 г. Панчо Досев  работи като учител в Сърбия.
До началото на Сръбско-турската война са оформени шест чети, които влизат в ефективни бойни действия. Общата им численост е около 1500 човека. Панчо Досев е деловодител при Панайот Хитов и подвойвода в четата на Христо Македонски. След сблъсъци с редовна турска войска, четите заедно със сръбски войскови подразделения навлизат на територията на България. На 2 юли 1876 г. на връх Бабина глава се състои легендарно заседание на което присъства ръководния състав на четите. Там е и Панчо Досев. Приет е „Закон за българските доброволни войници“. Точка първа гласи: „Целта на нашето воюване е да се освободи България от турското иго, ще воюваме дорде или спечелим свободата или всички да измреме“.
Панчо Досев участвайки в бойни действия край Зайчар е ранен в краката и впоследствие кракът му е ампутиран. Пожелал е ампутацията да е без упойка. Умира вследствие на усложнение три дни след операцията – на 22 септември 1876 г. Погребан е в Белград с военни почести.